# Реакція на отруєння Скрипалів

Реакція на отруєння Скрипалів. Зеленим позначено країни, звідки вислали російських дипломатів. Червоне — Росію.

Реакція на отруєння Скрипалів — дипломатичний демарш, здійснений в березні 2018 урядами Великої Британії, США, України, Канади, Австралії, окремих країн ЄС внаслідок застосування російськими спецслужбами бойових отруйних речовин на території Великої Британії, в результаті якого були отруєні Сергій Скрипаль та його донька, а також постраждали декілька британських поліцейських.
Велика Британія вислала 23 російських дипломатів, США — 60, Україна — 13. Загалом станом на 28 березня 2018 були вислані 145 російських дипломатів з 28 країн.

## Реакція країн
26 березня 2018 року розпочалась скоординована висилка російських дипломатів внаслідок якої, з урахуванням раніше витурених з Великої Британії 23 шпигунів, понад 140 російських дипломатів було витурено з понад 25 країн.
- Австралія: 2[1];
- Албанія: 2[1];
- Бельгія: 1[2];
- Велика Британія: 23[3], подія стала найбільшим видворенням російських дипломатів після втечі офіцера КДБ Олега Гордієвського у 1985[4];
- Грузія: 1 (співробітник Секції інтересів РФ при посольстві Швейцарії в Тбілісі)[5];
- Данія: 2[1];
- Естонія: 1[1]. Три дні по тому уряд оголосив 49 чоловік зі «списку Магнітського» персонами нон ґрата[6];
- Ірландія: 1[7];
- Іспанія: 2[1];
- Італія: 2[1];
- Канада: 4, ще 3 новим дипломатам відмовлено[1];
- Латвія: 1[1];
- Литва: 3[1], вислані через діяльність «не сумісну зі статусом дипломата», подано список з 21 особи для включення у санкційний список ім. Магнітського, ще 23 особи для оголошення персонами нон ґрата[8];
- Республіка Македонія: 1[1] на знак солідарності з союзниками та через шпигунську діяльність, несумісну зі статусом дипломата[9];
- Молдова: 3[10], проте президент Молдови Ігор Додон назвав це рішення уряду «антиросійською провокацією»[11];
- Норвегія: 1[1];
- Нідерланди: 2[1];
- Німеччина: 4[1], проте наступного дня був виданий останній з необхідних дозволів на будівництво німецької ділянки газопроводу «Північний потік-2»;[12]
- Польща: 4[1], того ж дня було оголошено про арешт 23 березня російського шпигуна-нелегала — підозрюваний передавав Кремлю інформацію про важливі для Польщі газові контракти і рішення щодо проекту газопроводу Nord Stream II, перебував у контакті з офіцерами російської розвідки, які працювали під дипломатичним прикриттям у посольстві Росії в Варшаві[13];
- Румунія: 1[1];
- США: 60[1], з них 12 були російськими шпигунами, що діяли під прикриттям місії до ООН, закрито консульство у Сіетлі через його близькість до бази підводних човнів (імовірно йдеться про військово-морську базу Кітсап) та виробничих потужностей компанії Boeing[14];
- Угорщина: 1[1];
- Україна: 13[1], на додачу Служба безпеки закрила в'їзд (фактично оголосила персонами нон ґрата) 23 російським шпигунам, яких було витурено з Великої Британії[15] та тим 60, яких було витурено зі США.[16] В підсумку в Україні лишилось 66 російських дипломатів. Українських дипломатів в Росії менше, і це створює додаткову напругу для українських представництв в більшості регіонів Росії.[17]
- Франція: 4[1];
- Фінляндія: 1[1];
- Хорватія: 1[1];
- Чехія: 3[1], проте президент Чехії Мілош Земан вчинив власний демарш проти рішення уряду, та закликав національну службу безпеки ретельно розслідувати твердження російського агітпропу про можливе чеське походження та випробування отруйної речовини, використаної в замаху на Скрипалів[18].
- Чорногорія: 1, відмовлено в акредитації почесному консулу[19]. Відносини з Росією вже були не в найкращому стані після невдалої спроби замаху на вбивство прем'єр-міністра та державного перевороту в жовтні 2016 року;
- Швеція: 1[1].

Також відкликали для «консультацій» власних послів:
- Болгарія[20]
- Люксембург[21]
- Мальта[22]
- Португалія[23]
- Словаччина[24]
- Словенія[25]

На додачу  Ісландія оголосила про припинення зустрічей на високому рівні з російською владою та про дипломатичний бойкот Чемпіонату світу з футболу 2018 року.
Австрія, Греція та Португалія висловили підтримку Великій Британії, але відмовились витурити російських дипломатів. Вислати російських дипломатів також відмовилися: Словаччина, Нова Зеландія, Болгарія, Кіпр, Мальта, Словенія, Сербія.
 ЄС 23 березня відкликав Маркуса Едерера (нім. Markus Ederer) — свого посла до Росії для «консультацій». Натомість 27 березня  НАТО вирішило скоротити російське представництво в організації на 10 чоловік, з 30 до 20. Було скасовано акредитацію 7 представникам, відмовлено в акредитації ще трьом.

## Реакція Росії
У відповідь Росія вислала відповідну кількість дипломатів із Росії (всього 142 станом на 30 березня 2018 року) і було закрите генконсульство США у Санкт-Петербурзі. Також було вислано 13 українських дипломатів (Україна приєдналася до висилки російських дипломатів і вислала 13 росіян).

## Санкції
6 квітня 2018 року адміністрація Президента США Дональда Трампа запровадила фінансові санкції проти 38 осіб та установ з Росії через «недобропорядну діяльність» Російської Федерації та спроби зруйнувати лад в демократичних країнах. Одним з прикладів такої недобропорядної поведінки було назване отруєння Скрипалів. Проте цей замах був лише одним з прикладом, але не єдиною причиною запровадження санкцій.
До санкційного списку потрапили, серед інших, 7 великих підприємця (олігарха) з 12 компаніями, а також російські чиновники.